# Robert Warwick
Robert Warwick, nato Robert Taylor Bien (Sacramento, 9 ottobre 1878 – Los Angeles, 6 giugno 1964), è stato un attore statunitense.

## Filmografia parziale

### Cinema
- The Dollar Mark, regia di O.A.C. Lund (1914)
- Man of the Hour, regia di Maurice Tourneur (1914)
- Across the Pacific, regia di Edwin Carewe (1914)
- Alias Jimmy Valentine, regia di Maurice Tourneur (1915)
- The Man Who Found Himself, regia di Frank Hall Crane (1915)
- The Stolen Voice, regia di Frank Hall Crane (1915)
- The Flash of an Emerald, regia di Albert Capellani (1915)
- The Sins of Society, regia di Oscar Eagle
- Fruits of Desire, regia di Oscar Eagle (1916)
- The Heart of a Hero, regia di Émile Chautard (1916)
- All Man, regia di Emile Chautard (1916)
- The Man Who Forgot, regia di Emile Chautard (1917)
- A Girl's Folly, regia di Maurice Tourneur (1917)
- The Argyle Case, regia di Ralph Ince (1917)
- Hell Hath No Fury , regia di Charles Bartlett (1917)
- The Family Honor, regia di Emile Chautard (1917)
- The False Friend, regia di Harry Davenport (1917)
- The Silent Master, regia di Léonce Perret (1917)
- The Mad Lover, regia di Léonce Perret (1917)
- The Accidental Honeymoon, regia di Léonce Perret (1918)
- La spia (Secret Service), regia di Hugh Ford (1919)
- Told in the Hills, regia di George Melford (1919)
- An Adventure in Hearts, regia di James Cruze (1919)
- The Tree of Knowledge, regia di William C. de Mille (1920)
- Jack Straw, regia di William C. de Mille (1920)
- The City of Masks, regia di Thomas N. Heffron (1920)
- The Royal Bed, regia di Lowell Sherman (1931)
- Afraid to Talk, regia di Edward L. Cahn (1932)
- So Big!, regia di William A. Wellman (1932)
- The Dark Horse, regia di Alfred E. Green (1932)
- Il dottor X (Doctor X), regia di Michael Curtiz (1932)
- The Rich Are Always with Us, regia di Alfred E. Green (1932)
- Io sono un evaso (I Am a Fugitive from a Chain Gang), regia di Mervyn LeRoy (1932)
- L'avventuriera di Montecarlo (The Woman from Monte Carlo), regia di Michael Curtiz (1932)
- Eroi senza patria (The Three Musketeers), regia di Colbert Clark e Armand Schaefer (1933)
- Charlie Chan's Greatest Case, regia di Hamilton MacFadden (1933)
- Cleopatra, regia di Cecil B. DeMille (1934)
- Ultime notizie (The Murder Man), regia di Tim Whelan (1935)
- Hop-a-long Cassidy, regia di Howard Bretherton (1935)
- La forza dell'amore (The Bride Walks Out), regia di Leigh Jason (1936)
- Maria di Scozia (Mary of Scotland), regia di John Ford (1936)
- Giulietta e Romeo (Romeo and Juliet), regia di George Cukor (1936)
- Viaggio di nozze (In His Steps), regia di Karl Brown (1936)
- The Trigger Trio, regia di William Witney (1937)
- Il principe e il povero (The Prince and the Pauper), regia di William Keighley (1937)
- The Road Back, regia di James Whale (1937)
- Anime sul mare (Souls at Sea), regia di Henry Hathaway (1937)
- Emilio Zola (The Life of Emile Zola), regia di William Dieterle (1937)
- Una regina tra due cuori (Fit for a King), regia di Edward Sedgwick (1937)
- Jungle Menace, regia di Harry L. Fraser, George Melford (1937)
- Counsel for Crime, regia di John Brahm (1937)
- L'orribile verità (The Awful Truth), regia di Leo McCarey (1937)
- Maria Walewska (Conquest), regia di Clarence Brown (1937)
- The Spy Ring, regia di Joseph H. Lewis (1938)
- Law of the Plains, regia di Sam Nelson (1938)
- La leggenda di Robin Hood (The Adventures of Robin Hood), regia di Michael Curtiz e William Keighley (1938)
- Marco il ribelle (Blockade), regia di William Dieterle (1938)
- Il figlio del gangster (Gangster's Boy), regia di William Nigh (1938)
- Il conte di Essex (The Private Lives of Elizabeth and Essex), regia di Michael Curtiz (1939)
- Lo sparviero del mare (The Sea Hawk), regia di Michael Curtiz (1940)
- Volto di donna (A Woman's Face), regia di George Cukor (1941)
- I dimenticati (Sullivan's Travels), regia di Preston Sturges (1941)
- La fortezza s'arrende (The Fleet's In), regia di Victor Schertzinger (1942)
- Ho sposato una strega (I Married a Witch), regia di René Clair (1942)
- Ritrovarsi (The Palm Beach Story), regia di Preston Sturges (1942)
- Incontro all'alba (Two Tickets to London), regia di Edwin L. Marin (1943)
- Kismet, regia di William Dieterle (1944)
- Il pirata e la principessa (The Princess and the Pirate), regia di David Butler (1944)
- La schiava del Sudan (Sudan), regia di John Rawlins (1945)
- I pirati di Monterey (Pirates of Monterey), regia di Alfred L. Werker (1947)
- L'assalto (Fury at Furnace Creek), regia di H. Bruce Humberstone (1948)
- Le avventure di Don Giovanni (Adventures of Don Juan), regia di Vincent Sherman (1948)
- Hai sempre mentito (A Woman's Secret), regia di Nicholas Ray (1949)
- Ho ritrovato la vita (Impact), regia di Arthur Lubin (1949)
- Il diritto di uccidere (In a Lonely Place), regia di Nicholas Ray (1950)
- Francis, il mulo parlante (Francis), regia di Arthur Lubin (1950)
- Tarzan e le schiave (Tarzan and the Slave Girl), regia di Lee Sholem (1950)
- La vendicatrice (Vendetta), regia di Mel Ferrer (1950)
- Sugarfoot, regia di Edwin L. Marin (1951)
- La spada di Montecristo (The Sword of Monte Cristo), regia di Maurice Geraghty (1951)
- Il marchio del rinnegato (The Mark of the Renegade), regia di Hugo Fregonese (1951)
- Contro tutte le bandiere (Against All Flags), regia di George Sherman (1952)
- La diva (The Star), regia di Stuart Heisler (1952)
- L'avventuriero della Luisiana (The Mississippi Gambler), regia di Rudolph Maté (1953)
- Giamaica (Jamaica Run), regia di Lewis R. Foster (1953)
- Forte Algeri (Fort Algiers), regia di Lesley Selander (1953)
- La campana ha suonato (Silver Lode), regia di Allan Dwan (1953)
- L'avventuriero di Burma (Escape to Burma), regia di Allan Dwan (1955)
- Furia indiana (Chief Crazy Horse), regia di George Sherman (1955)
- Lady Godiva (Lady Godiva of Coventry), regia di Arthur Lubin (1955)
- Quando la città dorme (While the City Sleeps), regia di Fritz Lang (1956)
- La terra degli Apaches (Walk the Proud Land), regia di Jesse Hibbs (1956)
- Il cerchio della vendetta (Shoot-Out at Medicine Bend), regia di Richard L. Bare (1957)
- I bucanieri (The Buccaneer), regia di Anthony Quinn (1958)
- Questa è la mia donna (Night of the Quarter Moon), regia di Hugo Haas (1959)
- Cominciò con un bacio (It Started with a Kiss), regia di George Marshall (1959)

### Televisione
- Topper – serie TV, episodio 1x24 (1954)
- Crossroads – serie TV, episodio 1x01 (1955)
- The 20th Century-Fox Hour – serie TV, episodio 1x15 (1956)
- Corky, il ragazzo del circo (Circus Boy) – serie TV, episodio 2x02 (1957)
- Bronco – serie TV, episodio 1x01 (1958)
- Sugarfoot – serie TV, episodi 2x19-3x13 (1959)
- Hawaiian Eye – serie TV, episodi 1x07-3x20 (1959-1962)
- Mr. Lucky – serie TV, episodio 1x11 (1960)
- Maverick – serie TV, episodio 4x09 (1960)
- Rescue 8 – serie TV, episodio 2x26 (1960)
- Lo sceriffo indiano (Law of the Plainsman) – serie TV, episodio 1x27 (1960)
- Lock Up – serie TV, episodio 2x25 (1961)

## Doppiatori italiani
- Giorgio Capecchi in I dimenticati, Ho sposato una strega, Ritrovarsi, Furia indiana
- Olinto Cristina in L'avventuriero della Luisiana, I bucanieri
- Mario Besesti in L'avventuriero di Burma, La terra degli Apaches
- Aldo Silvani in Il diritto di uccidere
- Luigi Pavese in Contro tutte le bandiere
- Mario Feliciani in Il pirata e la principessa (ridoppiaggio)